# Louis De Maertelaere
Louis De Maertelaere (Gent, 1819-1864) was een Belgisch kunstschilder.
Zijn vader was Judocus Francis De Maertelaere. Louis De Maertelaere schilderde landschappen en schilderijen met vee in romantische stijl. Zijn artistieke benadering doet soms wat aan die van Eugène Verboeckhoven denken. Hij was woonachtig en werkzaam in Gent. Hij had een broer Eugène die eveneens kunstschilder was.

## Tentoonstellingen
- Salon 1851, Gent : Ruïne van de Sint-Baafsabdij te Gent